# Sito Pons
Alfonso Pons Ezquerra, conegut com a Sito Pons   (Barcelona, 9 de novembre de 1959), és un antic pilot de motociclisme català que va guanyar dos campionats del món de 250cc consecutius els anys 1988 i 1989. Pons va ser el primer català a guanyar un campionat del món de motociclisme i a disposar de motos oficials d'un fabricant japonès de primer ordre com Honda.
L'equip Campsa-Honda que va muntar el 1986 fou l'embrió del futur Repsol Honda que ha dominat el mundial de MotoGP durant anys. En retirar-se de les competicions el 1991, Pons li cedí la seva infraestructura a Àlex Crivillé, a qui va fer de mànager i ajudà a triomfar en la categoria dels 500cc. Més tard, Pons muntà un equip de competició, el Pons Racing, que es va mantenir actiu fins al 2023.
Els seus fills, Axel i Edgar Pons, van competir també al mundial de motociclisme durant la dècada del 2010.

## Carrera esportiva

### Primers anys
Nascut al si d'una família benestant de la part alta de Barcelona (al barri de la Bonanova, ben a prop de la Universitat Abat Oliba), Sito Pons es va sentir atret per les motos de ben petit. A tretze anys li van comprar la primera, una OSSA MAR de trial amb la qual circulava pels boscos de la urbanització de Dosrius on la seva família tenia la segona residència, a tocar de Llavaneres.
El 1977, a disset anys, debutà en competició fent equip amb Joan Carles Velat a les 6 Hores Vespa de resistència de Montjuïc. La parella va guanyar la prova. El 1978, Pons va competir al I Critèrium Solo Moto del circuit de Calafat, on estigué a punt de guanyar amb una Montesa Cappra preparada però s'hagué de retirar per avaria. El 1979 va participar, amb el suport del concessionari de Bultaco Taulé Diagonal, a la Copa Streaker, una fórmula promocional per a pilots júnior que guanyà per davant de Carles Cardús i Aspar.

### Al mundial de motociclisme

#### Siroko i Kobas (1980-1984)
El 1980, després de demostrar la seva vàlua en unes proves a Calafat, Pons va aconseguir una de les primeres Siroko que havia desenvolupat l'enginyer Antonio Cobas. Amb aquella moto va competir a les 200 Milles de Paul Ricard, on marcà la volta ràpida i acabà tretzè. El 1981, de nou amb la Siroko, ja va obtenir els seus primers punts al mundial en quedar setè al Gran Premi de Bèlgica, a Spa-Francorchamps, on anava quart quan es va quedar sense benzina. Aquell any, a més, va ser subcampió d'Espanya de 250cc.
El 1982 va obtenir el seu primer podi al mundial en quedar tercer amb la Kobas (la nova creació d'Antonio Cobas) al Gran Premi de Finlàndia, a Imatra. El 1983 va estar a punt de guanyar el Gran Premi de les Nacions a Monza, però durant el duel per la victòria amb Iván Palazzese, ambdós van caure. Pons va tornar a caure al Gran Premi d'Àustria quan podia haver guanyat i es va trencar el fèmur esquerre, havent de posar fi a la temporada. Finalment, el 1984 aconseguí guanyar la seva primera cursa, el Gran Premi d'Espanya del Jarama, i acabà el campionat en la quarta posició final després d'haver obtingut tres podis més durant la temporada.

#### Suzuki (1985)
El 1985, Pons va passar a competir a la categoria dels 500cc amb una Suzuki RG500 de l'equip dirigit per Roberto Gallina amb el patrocini del fabricant de cigarretes HB, tot i que sense gaire èxit: el seu millor resultat va ser un setè lloc al Gran Premi de França i acabà el campionat en tretzè lloc.

#### Honda (1986-1991)

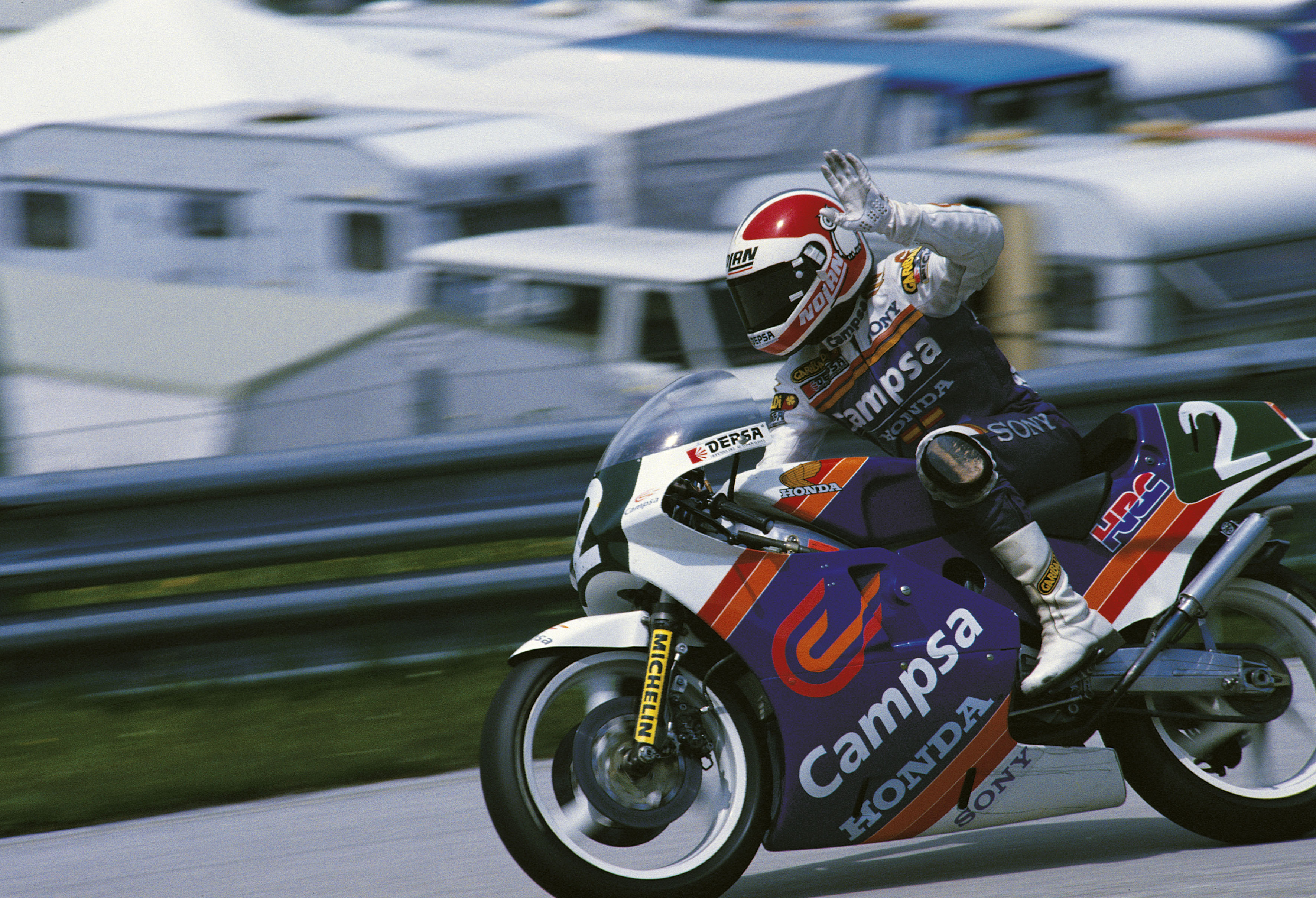
Pons amb l'Honda NSR250 a Salzburgring el 1987

De cara a 1986, Honda li va oferir motocicletes de 250cc de fàbrica (les NSR250 que havia pilotat Freddie Spencer la temporada anterior) i Pons va aconseguir pel seu compte el patrocini de Campsa. Amb el nou equip Campsa-Honda que organitzà, Pons va ser un dels protagonistes del mundial i al llarg de la temporada va obtenir-hi vuit podis, amb dues victòries incloses, fins que acabà com a subcampió del món a només 6 punts del campió, Carlos Lavado. A més a més, aquell any va guanyar el Campionat d'Espanya de la mateixa cilindrada. La temporada de 1987 va acabar el mundial en tercer lloc, darrere d'Anton Mang i Reinhold Roth, després d'haver-hi obtingut cinc podis, tot i que amb una sola victòria.
El campionat del món de 250cc de 1988 fou un dels més renyits de la història i Pons protagonitzà una emocionant lluita pel títol amb el també barceloní Joan Garriga, a més de Jacques Cornu i Dominique Sarron com a tercers en discòrdia. Mentre Pons, amb l'Honda-Campsa número 3, obtingué un total de quatre victòries al llarg de la temporada, Garriga, amb la Yamaha-Ducados número 11, n'obtingué tres (Cornu i Sarron n'obtingueren dues cadascú i Anton Mang, una altra). El títol no es va decidir fins a la darrera cursa, el Gran Premi del Brasil de Goiânia, on Pons i Garriga arribaren encapçalant la classificació provisional del mundial separats per només 6 punts, quan n'hi havia quinze en joc. A la cursa, que guanyà Sarron, Sito Pons fou tercer i Joan Garriga, cinquè, de manera que Pons va obtenir finalment el títol per només 10 punts de diferència envers el subcampió Garriga.
El 1989, Pons va revalidar el seu títol mundial amb un total de set victòries durant la temporada, aquesta vegada sense oposició de Garriga -amb problemes a la seva nova Yamaha- i amb els seus principals rivals, Reinhold Roth i Jacques Cornu, més distanciats.

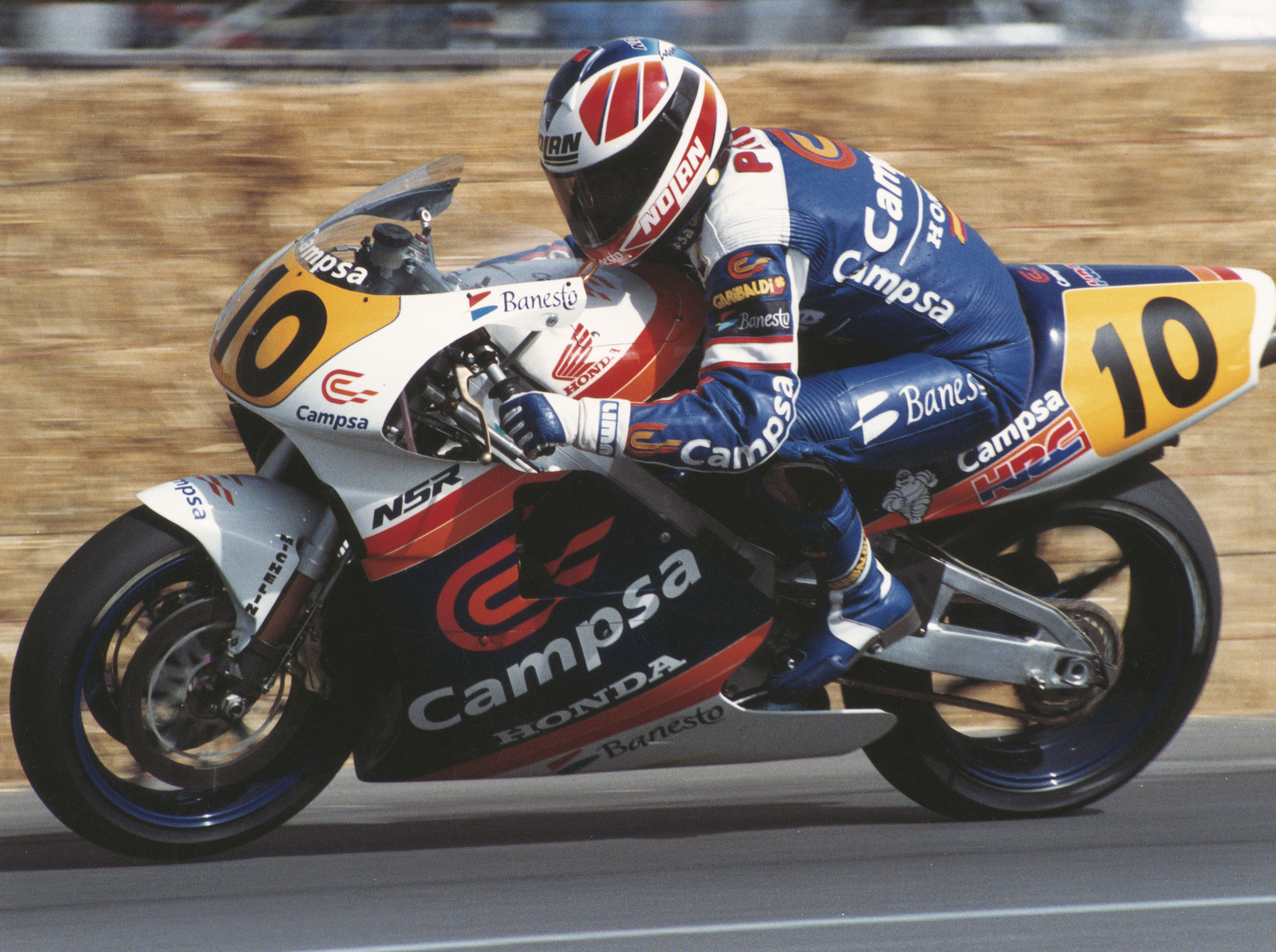
Pons amb l'Honda NSR500 a Laguna Seca el 1991

El 1990, Pons decidí de canviar de cilindrada i va tornar als 500cc, ara amb l'Honda NSR500 oficial, però els resultats no l'acompanyaren, especialment per culpa de les lesions. Va començar bé la temporada fins que va tenir un seriós accident al Gran Premi de Iugoslàvia en què Pierfrancesco Chili el va atropellar i Pons en va sortir amb diverses costelles trencades i un pulmó perforat. Arran d'això, es va perdre sis Grans Premis i només va poder acabar el mundial en la desena posició final. A l'abril d'aquell any, poc després d'haver començat la temporada, Pons rebé el premi Príncep d'Astúries dels Esports.
El 1991, en una sessió de proves a Jerez amb Wayne Gardner i Mick Doohan, va caure en trencar-se-li el fre i es va fracturar l'espatlla. Un cop recuperat només va poder acabar el mundial a la catorzena posició final. En les seves dues temporades als 500cc amb Honda, Pons no va poder obtenir-hi ni un sol podi. Un cop acabat el campionat de 1991 va anunciar la seva retirada definitiva de les competicions.

## Pons Racing
Un cop retirat, Pons va crear el 1992 el seu propi equip de competició, anomenat inicialment Honda-Pons (abreujat HP) i, més tard, Pons Racing. Durant anys, fitxà pilots de primer nivell per a participar al mundial, entre ells Àlex Crivillé, Carles Checa, John Kocinski, Alberto Puig, Loris Capirossi, Alex Barros, Tohru Ukawa, Max Biaggi i Troy Bayliss. Pons muntà també un equip de competició d'automobilisme, amb seu a Catalunya, amb el qual guanyà l'edició de 2004 de les World Series by Renault amb Heikki Kovalainen com a pilot.

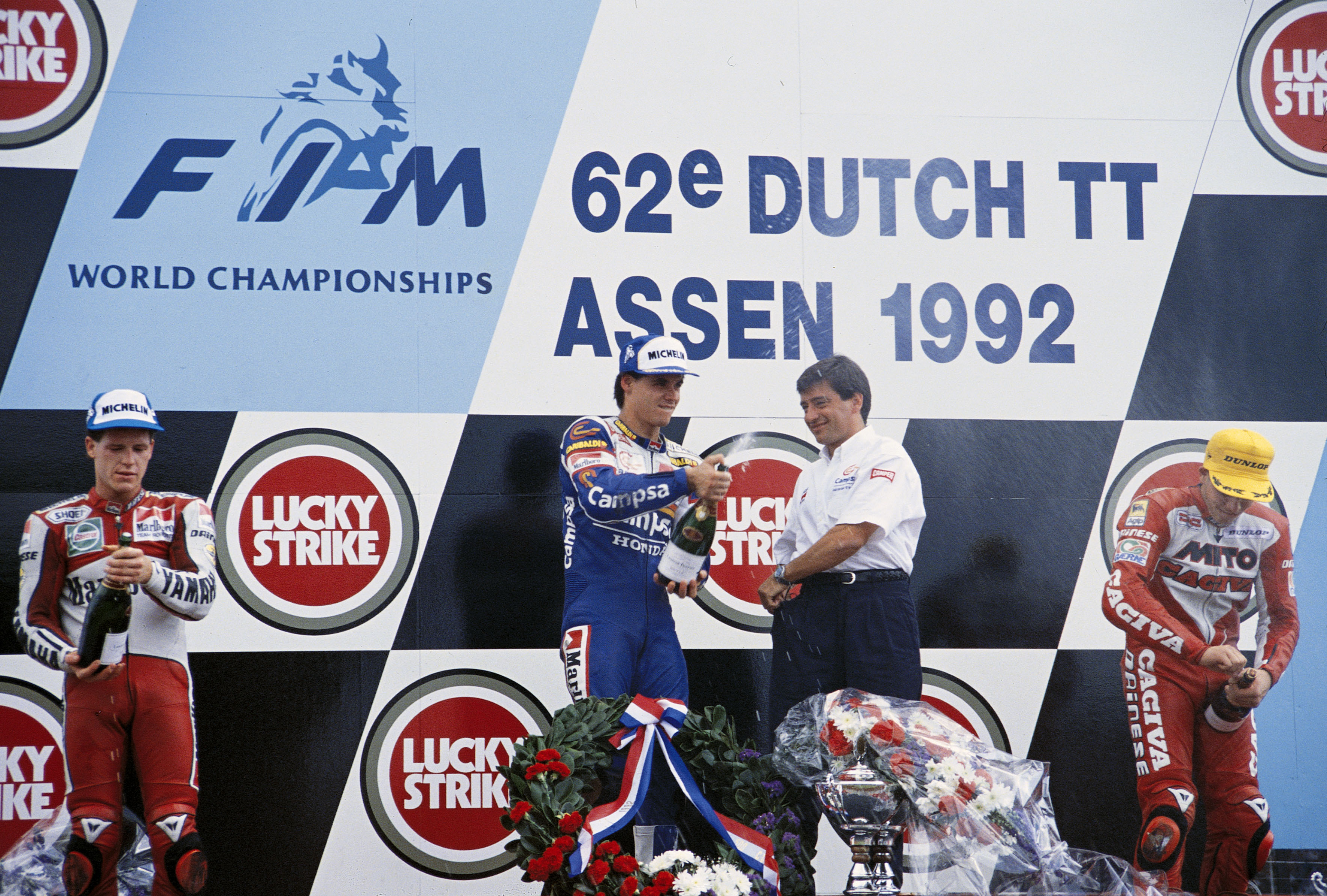
Pons (al mig, amb Àlex Crivillé) al podi d'Assen el 1992. A l'esquerra, John Kocinski i a la dreta, Alex Barros.

Abans de començar la temporada del 2006, Pons es va veure obligat a dissoldre l'equip per manca de finançament. El 2010, però, va tornar a les curses de motociclisme, ara a la nova categoria de Moto2, amb Sergio Gadea i el seu fill Axel de pilots. L'equip Pons Racing va competir en Moto2 fins al 2023, comptant al llarg dels anys amb diversos pilots com ara Pol Espargaró (amb qui va guanyar el campionat el 2013), Aleix Espargaró, Tito Rabat, Maverick Viñales, Àlex Rins, Luis Salom, Fabio Quartararo, el seu fill Edgar, Augusto Fernández, Lorenzo Baldassarri, Héctor Garzó, Aron Canet o Sergio García. L'equip de Pons va competir també en la categoria de MotoE i en va guanyar el campionat en tres edicions: els anys 2020 i 2021 amb Jordi Torres i el 2023 amb Mattia Casadei.
L'estiu del 2023, Pons es va vendre el seu equip, Pons Racing, i va entrar com a directiu a l'escuderia de MotoGP CryptoDATA RNF.

## Resultats al Mundial de motociclisme

### Curses per any
Barem de puntuació de 1969 a 1987:
| Posició | 1  | 2  | 3  | 4 | 5 | 6 | 7 | 8 | 9 | 10 |
| Punts   | 15 | 12 | 10 | 8 | 6 | 5 | 4 | 3 | 2 | 1  |

Barem de puntuació de 1988 a 1991:
| Posició | 1  | 2  | 3  | 4  | 5  | 6  | 7 | 8 | 9 | 10 | 11 | 12 | 13 | 14 | 15 |
| Punts   | 20 | 17 | 15 | 13 | 11 | 10 | 9 | 8 | 7 | 6  | 5  | 4  | 3  | 2  | 1  |

(Ids. Grans Premis | Llegenda) (Curses en negreta indiquen pole; curses en  itàlica indiquen volta ràpida)
| Any  | Categoria | Equip        | 1      | 2      | 3      | 4      | 5      | 6      | 7      | 8      | 9      | 10     | 11     | 12    | 13    | 14     | 15     | Punts | Posició | Victòries |
| ---- | --------- | ------------ | ------ | ------ | ------ | ------ | ------ | ------ | ------ | ------ | ------ | ------ | ------ | ----- | ----- | ------ | ------ | ----- | ------- | --------- |
| 1981 | 250cc     | Siroko-Rotax | ARG -  | GER -  | NAT -  | FRA -  | ESP -  | DTT -  | BEL 7  | SM -   | GBR -  | FIN -  | SWE -  | CZE - |       |        |        | 4     | 28è     | 0         |
| 1982 | 250cc     | Kobas-Rotax  | FRA -  | ESP -  | NAT -  | DTT -  | BEL -  | YUG -  | GBR -  | SWE -  | FIN 3  | CZE 4  | SM -   | GER - |       |        |        | 18    | 15è     | 0         |
| 1983 | 250cc     | Kobas-Rotax  | RSA 15 | FRA 13 | NAT NC | GER 9  | ESP 4  | AUT NC | YUG -  | DTT -  | BEL -  | GBR -  | SWE -  |       |       |        |        | 10    | 18è     | 0         |
| 1984 | 250cc     | Kobas-Rotax  | RSA 3  | NAT NC | ESP 1  | AUT 3  | GER NC | FRA NC | YUG 5  | DTT 15 | BEL 2  | GBR 6  | SWE 9  | SM 5  |       |        |        | 66    | 4t      | 1         |
| 1985 | 500cc     | HB-Suzuki    | RSA 8  | ESP 9  | GER 9  | NAT NC | AUT NC | YUG 11 | DTT NC | BEL 15 | FRA 7  | GBR NC | SWE NC | SM 11 |       |        |        | 11    | 13è     | 0         |
| 1986 | 250cc     | Campsa-Honda | ESP 3  | NAT 5  | GER NC | AUT 5  | YUG 1  | DTT 3  | BEL 1  | FRA 2  | GBR 3  | SWE 2  | SM 2   |       |       |        |        | 108   | 2n      | 2         |
| 1987 | 250cc     | Campsa-Honda | JPN 2  | ESP 9  | GER 7  | NAT 5  | AUT 4  | YUG 8  | DTT 3  | FRA 4  | GBR 7  | SWE NC | CSR 4  | SM 3  | POR 5 | BRA 2  | ARG 1  | 108   | 3r      | 1         |
| 1988 | 250cc     | Campsa-Honda | JPN 2  | USA 2  | ESP 1  | EXP NC | NAT 2  | GER 2  | AUT 5  | DTT 6  | BEL 1  | YUG 1  | FRA 2  | GBR 4 | SWE 1 | CSR 2  | BRA 3  | 231   | 1r      | 4         |
| 1989 | 250cc     | Campsa-Honda | JPN 2  | AUS 1  | USA 4  | ESP 2  | NAT 1  | GER 1  | AUT 1  | YUG 1  | DTT 2  | BEL 2  | FRA 3  | GBR 1 | SWE 1 | CSR 4  | BRA 4  | 262   | 1r      | 7         |
| 1990 | 500cc     | Campsa-Honda | JPN 5  | USA NC | ESP 6  | NAT 6  | GER 5  | AUT 6  | YUG NC | DTT -  | BEL -  | FRA -  | GBR -  | SWE - | CSR 7 | HUN 10 | AUS 7  | 76    | 10è     | 0         |
| 1991 | 500cc     | Campsa-Honda | JPN 8  | AUS NC | USA NC | ESP -  | ITA -  | GER -  | AUT -  | EUR 11 | DTT 10 | FRA 9  | GBR NC | SM NC | CSR 9 | VDM 9  | MAL NC | 40    | 14è     | 0         |